# Pollokshields East
Pollokshields East (ang: Pollokshields East railway station) – stacja kolejowa w Pollokshields, w Glasgow, w Szkocji, w Wielkiej Brytanii. Stacja zarządzana jest przez First ScotRail i leży na Cathcart Circle Line.

## Usługi
W typowy dzień tygodnia oraz w soboty istnieje pięć pociągów na godzinę do Glasgow Central (jeden pociąg na godzinę w każdym kierunku na Cathcart Circle, dwa z Neilston i jeden z Newton przez Kirkhill), dwa pociągi na godzinę do Neilston i jeden pociąg na godzinę do Newton (jeden pociąg na godzinę do/z Newton biegnie przez Langside). W niedziele jest prawie tak samo z wyjątkiem pociągów na Cathcart Circle. W rezultacie tylko trzy pociągi na godzinę kursują do Glasgow Central.